# Rio Macabuzinho
Rio Macabuzinho är ett vattendrag i Brasilien.   Det ligger i delstaten Rio de Janeiro, i den sydöstra delen av landet, 900 km sydost om huvudstaden Brasília.
Omgivningen kring Rio Macabuzinho är huvudsakligen savann. Området är ganska tätbefolkat, med 75 invånare per kvadratkilometer.